# Neliberalna demokracija
Neliberalna demokracija ali iliberalna demokracija je oznaka za obliko demokracije, pri kateri se vladavina prava spoštuje, a omejuje državljanske svoboščine, kot so svoboda izražanja, religije, zbiranja ipd.
Za razliko od liberalne demokracije, v kateri se izvajajo svobodne in poštene volitve, obstaja pravna država, delitev oblasti in varovanje temeljnih pravic, je pri neliberalni demokraciji delovanje teh inštitucij omejeno in podrejeno oblasti.

## Izvor in opis
Pojem je prvič leta 1997 v članku za Foreign Affairs uporabil Fareed Zakaria, indijsko-ameriški novinar in politični komentator. Kot take je opredelil države, v katerih so večstrankarske volitve, temeljne svoboščine pa se spoštuje zgolj arbitrarno. Po njegovem so to države, ki se skušajo demokratizirati brez trdne ekonomije po principu prostega trga in ustrezne trojne ločitve oblasti. Zakharija je l. 1997 polovico od 118 držav z (delno) demokratično družbeno ureditvijo označil za »neliberalne«, posebno države nekdanje Sovjetske zveze in vzhodne Azije, pri čemer je opazil trend povečevanja števila tovrstnih držav. Razloge za vzpon neliberalne demokracije gre pripisovati neučinkoviti gospodarski politiki in globalizaciji, ki je na nacionalnih ravneh ošibila socialno politiko in mehanizme prerazporeditve bogastva ter postala izgovor za konkurenčne pritiske globalne ekonomije pri uvajanju varčevalnih ukrepov.

## Tipi in primeri
Neliberalne demokracije se razdeljuje na spekter od tistih blizu liberalne demokracije pa vse do diktature. Zaradi nekaterih značilnosti se jih povezuje tudi s hibridnimi režimi, ki so se vzpostavili po padcu vzhodnega bloka in združujejo prvine demokracije in avtoritarnosti. V Evropi sta kot neliberalni demokratični državi največkrat izpostavljeni Madžarska in Poljska. 
Viktor Orban je v govoru leta 2014 predstavil vizijo Madžarske kot »neliberalne države«. Po njegovem naj bi Madžarska še naprej spoštovala nekatere temeljne vrednote liberalizma, a se oddaljila od zahodnega liberalnega načela, naj vsak dela kar želi, vse dokler ne posega v pravice drugega, ter ga nadomestiti z načelom, naj človek ne dela tistega, česar ne želi, da drugi naredi njemu, saj po njegovem v sporu močnejši nadvlada šibkejšega. Orban je oblast centraliziral z večkratnim spreminjanjem ustave, hitrim sprejemanjem novega visokošolskega in medijskega zakona brez javnih razprav, predčasno upokojitvijo več sodnikov, zmanjšanjem pristojnosti ombudsmana ter povečanjem nadzora nad mediji in s tem omejitvijo političnih debat. Na Poljskem se je razvoj neliberalne demokracije pričel z izvolitvijo stranke Zakon in pravičnost (PiS) leta 2015, ki zagovarja tradicionalne krščanske vrednote. Sporne so reforme v sodstvu, mdr. menjave ustavnih sodnikov in začasni odvzem moči ustavnemu sodišču in nadzor nad medijskimi vsebinami. Odbor Evropskega parlamenta za državljanske svoboščine, pravosodje in notranje zadeve je leta 2017 začel preiskovati možnost sprožitve 7. člena pogodbe o EU proti Madžarski. Decembra istega leta je Evropska komisija od EU-ja zahtevala ukrepanje proti Poljski, ker naj bi posegala v neodvisnost sodstva. Marca 2018 je Evropski parlament izdal resolucijo o tveganjih za vladavino prava na Poljskem, septembra pa je začel postopek proti Madžarski za sprožitev 7. člena, ki predvideva odvzem glasovalnih pravic države članice. Po zaslišanju obeh vlad je Evropski parlament 16. januarja sprejel resolucijo o poslabšanju vladavine prava na Madžarskem in Poljskem.
Evropski monitor za leto 2020 navaja, da »vlada Janeza Janše usmerja Slovenijo na nevarno pot neliberalne demokracije po zgledu Viktorja Orbána«.